# Tarlós István
Tarlós István (Budapest, 1948. május 26. –) magyar mélyépítő mérnök, politikus; 1990 és 2006 között Budapest III. kerületének (Óbuda-Békásmegyer) polgármestere, 2010 és 2019 között Budapest főpolgármestere, 2010-ben néhány hónapig országgyűlési képviselő. A 2019-es önkormányzati választás után országos közlekedési és közszolgáltatási infrastruktúra fejlesztéséért felelős miniszterelnöki megbízott.
Saját megfogalmazása szerint párton kívüli politikus, de a Fidesz–KDNP gondolkodói köréhez és politikai közösségéhez tartozik. A 2019-es Befolyás-barométer szerint ő Magyarország 21. legbefolyásosabb személye.

## Fiatalkora és korai pályafutása
Édesapja Tarlós István jogász, édesanyja Dienes Hilda főkönyvelő volt, mindkét szülője a Magyar Tudományos Akadémiánál (MTA) dolgozott. Elmondása szerint polgári gondolkodású, vallásos családból származik. Budapest III. kerületében végezte általános iskolai tanulmányait, majd az óbudai Árpád Gimnázium humán tagozatán érettségizett 1966-ban. Ezt követően segédmunkásként kezdett el dolgozni. A sikeres főiskolai felvételijét követően előfelvételisként – vagyis felsőoktatási intézménybe felvett, de katonaköteles hallgatóként – Orosháza-Gyopárosfürdőn, a műszaki laktanyában teljesített katonai szolgálatot.
Katonai szolgálatának lejárta után a Budapesti Műszaki Egyetemen és a győri Közlekedési és Távközlési Műszaki Főiskolán folytatta tanulmányait és szerzett mélyépítő mérnöki oklevelet. Később gazdasági és szervezői másoddiplomát kapott a Ybl Miklós Főiskolán. Diplomáinak megszerzése után tizenöt éven keresztül az építőiparban tevékenykedett, főként beruházói és kivitelezői feladatokon. Dolgozott az Út- és Vasútépítő Vállalatnál, a FŐBER-nél, az ÉM. Mélyépítő Vállalatnál, a KKMV-nél és a III. kerületi IKV-nál. Munkahelyein többek között művezetői, építésvezető-helyettesi, műszaki ellenőri, építésvezetői, fő-építésvezetői és termelési osztályvezetői posztokon alkalmazták. A rendszerváltozás előtti években feleségével saját tervezőiroda keretében magánvállalkozóként is dolgozott.

## Politikai pályafutása

### Kerületi polgármester (1989–2006)
Tarlós István politikai karrierje 1989-ben kezdődött, amikor – saját megfogalmazása szerint „elsősorban markáns rendszerváltó hangvétele miatt” – belépett a Szabad Demokraták Szövetségébe (SZDSZ). Ezután többször is ügyvivőnek választották Óbudán. 1990-ben – a rendszerváltás utáni első magyarországi önkormányzati választás keretében – az SZDSZ és a Fidesz közös jelöltjeként indult Budapest III. kerületének polgármesteri tisztségéért, amit sikerült elnyernie. Polgármestersége alatt történt az 1990-es években sokat emlegetett békásmegyeri robbanás, amelynek során személyesen próbált intézkedni Demszky Gáborral és Göncz Árpáddal a károsultak és az áldozatok megsegítéséről. A robbanással kapcsolatban tette azt a megállapítást, hogy a főváros nincs felkészülve az ilyen katasztrófákra a hiányosságok miatt. 1994 nyarán – alapvető gondolkodási és értékrendi különbségek, elsősorban a Magyar Szocialista Párttal való koalíciókötés következtében – kilépett az SZDSZ-ből. 1994-ben – immár pártfüggetlen politikusként – ismét elindult a III. kerület polgármesteri posztjáért, aminek eredményeképpen nagy fölénnyel, a szavazatok közel 60 százalékával újraválasztották.
1995. július 28-án Óbudán halálra gázolt egy gyereket. Tarlós nem ment gyorsan, nem fogyasztott alkoholt közvetlenül a vezetés előtt. A politikust a rendőrségi vizsgálatok után felmentették.
1997-ben a Sziget Fesztivál színpadán – arra hivatkozva, hogy a fesztiválról kiszűrődő igen nagy hangerejű zene zavarja az óbudai lakosok nyugalmát – kilátásba helyezte a rendezvény leállítását. Később megváltoztatta szándékát, és beleegyezett, hogy kisebb hangerővel folytatódhat a fesztivál. Tarlós tette széles körű visszhangot váltott ki a sajtóban és meghozta számára az országos ismertséget; 1998-ban Hangszigetelés címmel dokumentumfilm is készült az esetről. Az események hatására a fesztivál szervezői a következő évtől a tizenegy óra utáni koncerteket hangszigetelt sátrakban tartották meg. 1998-ban indult a kerületi polgármesteri tisztségért, amit ismét elnyert; ő szerezte meg a szavazatok több mint háromnegyedét.
2001. július 10-én megállapodást kötött a Sziget Fesztivál szervezőivel – az aláírók között volt Tarlós, Gerendai Károly, Müller Péter és két rendőrezredes –, amely tartalmazta azt a kitételt, hogy a „Pepsi Szigeten a fiatalkorúak védelmében, de a másként gondolkodók biztonságának érdekében is, semmi néven rendezett homoszexuális jellegű felvilágosító, vagy egyéb címen folytatott műsorok nem lesznek”, valamint napvilágot látott egy Gerendainak írt állítólagos magánlevele, amely szerint „[s]ajnos nem tilthatom meg, hogy homoszexuálisok látogassák a Sziget rendezvényét, mert az valóban diszkrimináció lenne”. Az ügy heves reakciókat váltott ki a média és a közélet, a Sziget fellépői, valamint a jogvédő és melegszervezetek részéről egyaránt, emellett több panaszt és feljelentést is benyújtottak Tarlós ellen. Az eset hatására a szervezők később semmisnek tekintették a korábbi megállapodást, a melegszervezetek pedig csendes demonstrációt tartottak a III. kerületi polgármesteri hivatal és a fesztivál irodája előtt. A II–III. kerületi bíróság július 23-án egy ideiglenes intézkedés keretén belül hatályon kívül helyezte, 2002 márciusában pedig diszkriminatív és alkotmánysértő jellege miatt megsemmisítette a vitatott szerződéskiegészítést.
2002 februárjában a polgármester kezdeményezte Andres Serrano amerikai fotográfus egyik kiállítását népszerűsítő plakátok levételét, ezzel kisebb botrány vette kezdetét. Tarlós közszeméremsértésre hivatkozott, mivel a plakát egy idős meztelen nő fényképét ábrázolta. Később több kerületi budapesti polgármester is csatlakozott hozzá. Az Önszabályozó Reklám Testület (ÖRT) felszólította a reklámot kihelyező Euro AWK közterületi céget, hogy távolítsa el a hirdetéseket. A kezdeményezés eredményeképp a tárlat plakátjai végül lekerültek.
A Fidesz és a Magyar Demokrata Fórum (MDF) közös jelöltjeként Tarlós István indult a 2002 áprilisában megtartott országgyűlési választáson az óbudai – budapesti 3. számú – egyéni választókerületben, azonban 41–59 százalékos arányban alulmaradt Orosz Sándorral, a Magyar Szocialista Párt jelöltjével szemben. Később így értékelte választási vereségét: „[h]ála istennek nem lettem képviselő, és nem veszítettem el a függetlenségemet.” Ugyanezen év októberében az önkormányzati választáson a szavazatok 53 százalékát gyűjtötte be, ezzel újra megválasztották a III. kerület polgármesterévé, így már a negyedik ciklusát kezdte meg ezen a poszton. Korábban az is felmerült, hogy a Fidesz őt indítja Budapest főpolgármesteri tisztségéért, azonban végül visszalépett Schmitt Pál javára.
A Népszabadság szerint habár Tarlós polgármestersége alatt „a III. kerület nem fejlődött robbanásszerűen”, mégis továbbra is Budapest egyik legélhetőbb városrésze maradt; a Pók utcai lakótelep abban az időben a főváros egyik legkedveltebb lakótelepe volt, az egykori ipari területek helyén bevásárlóközpontok és lakóparkok épültek, és részben megmaradt Óbuda egykori jellegzetes hangulata, „bár a Kolosy térnek és környékének rendezése nem a legjobban sikerült”. Tarlós elmondása szerint polgármestersége egyik legnagyobb érdemének azt tartja, hogy Óbuda a rendszerváltás idejétől 2006-ig megőrizte működőképességét, ugyanis az évente húszmilliárd forintból gazdálkodó városrész költségvetése egyensúlyban volt, hitelfelvételre nem szorult. Csaknem négymilliárd forintot fordítottak olyan kerületi beruházásokra, mint például az aranyhegyi vízvezeték-hálózat kiépítése, a külső városrészek csatornázása és a kerületi mellékutak felújítása. Tarlós a kerületben elért legnagyobb eredményei közé sorolta a graffitimentesítési programot, az ebrendeletet, a szemetelés büntetését, a hajléktalankérdés kezelését, valamint az engedély nélküli plakátozással szembeni fellépést. Főbb eredményei között említette meg továbbá az intézményrendszer stabil működtetését, az önkormányzati segítséggel létrehozott rendőrségi térfigyelő rendszert, a 2002 januárjában indult Békás-buszt, illetve a bevezető utak mellett kialakult új szolgáltatóövezeteket.
Tarlós a III. kerületben eltöltött négy polgármesteri ciklusa során a helyi ügyek jelentős részében együttműködést alakított ki a Magyar Szocialista Párt, Szabad Demokraták Szövetsége és a Magyar Demokrata Fórum, majd a Fidesz frakcióival. Ennek a stratégiának köszönhetően a helyi képviselő-testület majdnem minden évben teljes konszenzus mellett – az összes frakció támogatásával – fogadta el a költségvetési rendeleteket, és Tarlós tizenhat éven keresztül polgármester tudott maradni úgy, hogy az őt támogató pártok sosem voltak többségben a helyi képviselő-testületben. A polgármester a következőképpen foglalta össze vezetési módszerét: „Egy önkormányzatban mindazokkal, akik a településért tenni akarnak, együtt kell működni.” Egy fideszes munkatársa elmondása szerint „felismerte, hogy az önkormányzati ügyek döntő többsége nem pártpolitikai ügy”, míg az MSZP egyik tagja szerint „minden párt igényeit igyekezett kielégíteni az észszerűség határáig”.
2007 májusában – az indoklás szerint „a kerület életében és fejlődésében kifejtett múlhatatlan érdemeinek elismeréseként” – megválasztották Óbuda-Békásmegyer díszpolgárává.

### Főpolgármester-jelölt és képviselő (2006–2010)

A 2006-os önkormányzati választási kampányban használt választási logója

A 2006-os önkormányzati választáson a Fidesz, a KDNP és több civil szervezet által szerződésben szabályozott módon, a Jobbik és további civil szervezetek által szóban, ellentételezettségi kötelezettség nélkül támogatott független főpolgármester-jelölt volt. A budapesti főpolgármester-választáson 1,7%-kal maradt el a győzelemtől. A főpolgármester-választáson több szavazatot szerzett, mint az őt támogató pártszövetség. Demszky Gábort még senki nem szorította meg ennyire, annak ellenére, hogy az MSZP-nek is Demszky volt a jelöltje, továbbá az MDF is indított egy főpolgármester-jelöltet. Az óbudai helyi MDF-szervezet – szemben pártja vezetésével – határozatot hozott főpolgármesteri jelölésének támogatásáról.[forrás?] Sőt, az MDF-pártközpont jelölési eljárása óbudai MDF-körökben tiltakozásokat, vezetői szinten pártból való kilépést is maga után vont[forrás?].
2006 októberétől a Fővárosi Közgyűlés tagja és ott a Fidesz-frakció vezetője, valamint a fővárosi Fidesz-KDNP frakciószövetség elnöke. 2007–2008-ban a Fidesz által kezdeményezett „szociális népszavazás 2008” kampányfőnöke volt, melyet sikerre vezetett. A 2010-es országgyűlési választáson a Fidesz-KDNP budapesti területi listájáról nyert mandátumot, az október 3-ai önkormányzati választáson pedig a Fidesz és a KDNP jelöltjeként Budapest főpolgármesterévé választották.
Az országgyűlési mandátumáról alig pár hónappal annak elnyerése után, főpolgármesteri teendőire hivatkozva 2010. december 3-i hatállyal lemondott, helyére a Fidesz budapesti területi listájáról Szalay Pétert hívta be az országgyűlésbe.

### Budapest főpolgármestere (2010–2019)

#### Első főpolgármesteri ciklusa (2010–2014)
Tarlós először 2006-ban indult a főpolgármesteri székért, akkor viszont alulmaradt a tisztséget 1990 óta betöltő Demszky Gáborral szemben. A 2010-es önkormányzati választáson azonban már győzni tudott, így 2010. október 3-án Budapest főpolgármestere lett.
Főpolgármesteri tevékenységének egyik jelmondata a város rendezettségének megteremtése volt, ennek jegyében kiemelt figyelmet fordítanak az aluljárók rendjére, biztonságára és tisztaságára: szankcionálhatják, ha valaki oda tartósan berendezkedik, azt életvitelszerűen használja. Módosították 2013. június 12-én az elavult fővárosi taxirendeletet, egységesítették a korábban visszaélésre alkalmat adó, különböző tarifákat, a taxik színét és műszaki követelményeit. A 2010-ben hivatalba lépett városvezetés megállította Budapest eladósodásának folyamatát, a kormány az önkormányzati adósságkonszolidáció jegyében átvállalta a főváros adósságállományát. Hosszas tárgyalási folyamat lezárásaként visszavásárolták a Fővárosi Vízművek kisebbségi részvénycsomagját, valamint megszüntették az 1997-ben kötött menedzsmentszerződést. Visszavették külföldi kézből az Európai Unió legnagyobb környezetvédelmi beruházásaként 2010-re elkészült Budapesti Központi Szennyvíztisztító Telep üzemeltetését. Több évtizedes előkészítést követően 2014. március 28-án elkészült Budapest negyedik metróvonala, amelyet Orbán Viktor miniszterelnök és Tarlós István adott át a nagyközönségnek. Megkezdődött Budapest legfontosabb gyűrűirányú villamosvonalainak – az 1-esnek és a 3-asnak – a felújítása, valamint a budai fonódó villamoshálózat kiépítése. 2013. július 20-tól a Fővárosi Önkormányzat közvetlen igazgatása alá került a Margit-sziget, ahol 2013. július 1-jén felavatták Európa egyik legnagyobb zenélő szökőkútját.

#### Második főpolgármesteri ciklusa (2014–2019)
Miután újra megválasztották főpolgármesternek, helyetteseként Szentes Tamást 2014. november 7-től 2019. október 13-ig Szalay-Bobrovniczky Alexandra váltotta.

#### Miniszterelnöki megbízott (2019–)
A 2019. október 13-i önkormányzati választáson is indult a főpolgármesteri székért, de végül alulmaradt (44,1%) az ellenzéki Karácsony Gergellyel (50,86%) szemben. A választás után az országos közlekedési és közszolgáltatási infrastruktúra fejlesztéséért felelős miniszterelnöki megbízott lett.

## Egyéb tevékenységei
1999 és 2003 között – a többi budapesti kerületi polgármester megbízásából – Tarlós a Közép-Magyarországi Regionális Fejlesztési Tanács alelnöki tisztségét töltötte be. Több alkalommal járt Brüsszelben és Milánóban, az Európai Unió szervezeteinél tapasztalatszerzés, tanulás és előadások tartásának céljából. Ebben az időszakban a Regionális Fejlesztési Tanács Stratégiai Tervezési Bizottságát is vezette.
Alapító tagja a Magyar Rendészettudományi Társaságnak, továbbá a Baross Gábor Nemzeti Gazdaságpártoló Társaságnak, tagja az Országos Széchenyi Körnek. Tiszteletbeli elnöke a Katasztrófavédelmi és Polgári Védelmi Tanácsnak, elnöke Óbudán a Braunhaxler Egyesületnek és a helyi Széchenyi Körnek, elnökségi tagja a Keresztény Értelmiségiek Szövetségének. Emellett az Óbuda-Újlak Zrt. felügyelőbizottságának elnökeként is tevékenykedett. Tarlós a Gundel művészeti díj életműdíj kategóriája kuratóriumának tagja.

## Írásai
2008 októberében mutatták be Vendégjárás Budapesten című kötetét, amelyben Tarlós 27 interjú keretében beszélget magyar közéleti szereplőkkel, üzletemberekkel és politikusokkal; a könyvben megszólal többek között Kovács Zoltán, Molnár Gyula, Bőhm András, Havas Henrik, Albert Flórián, Gerendai Károly, Demján Sándor, Széles Gábor, Csányi Sándor és Köves Slomó.
2010 decemberében jelent meg az Éghajlat Kiadó gondozásában Tarlós önéletrajzi könyve Otthonom – Budapest cím alatt. Indoklása szerint azért írta meg a művet, hogy árnyalja a róla kialakult képet, véleménye szerint ugyanis a média „bizonyos tulajdonságokat kidomborít, másokat elhallgat”. Elmondása szerint emellett az is motiválta a könyv megírásakor, hogy beszéljen „arról a városról, amit hagyatékul kaptunk”. Vincze Barbara, az Origo újságírója könyvkritikájában úgy fogalmazott, hogy a műben kettősség áll fenn, mivel „a joviális életszemlélet és a politikai keménység egyszerre jellemzi” az írást.

## Ismertsége és népszerűsége
| Hónap            | Ismertség | Népszerűség |
| ---------------- | --------- | ----------- |
| 2008. január     | 68%       | 38%         |
| 2008. február    | 74%       | 32%         |
| 2010. augusztus  | 80%       | 39%         |
| 2010. szeptember | 81%       | 47%         |
| 2010. október    | 88%       | 48%         |
| 2010. november   | 86%       | 49%         |
| 2010. december   | 86%       | 47%         |
| 2011. január     | 86%       | 44%         |
| 2011. február    | 89%       | 41%         |
| 2011. április    | 86%       | 39%         |
| 2011. május      | 87%       | 35%         |
| 2011. június     | 89%       | 36%         |
| 2011. július     | 85%       | 36%         |
| 2011. szeptember | 86%       | 31%         |
| 2011. október    | 86%       | 33%         |
| 2011. november   | 88%       | 25%         |
| 2011. december   | 87%       | 30%         |
| 2012. január     | 89%       | 30%         |
| 2012. február    | 91%       | 28%         |
| 2012. március    | 86%       | 31%         |
| 2012. július     | 87%       | 32%         |
| 2012. szeptember | 88%       | 29%         |
| 2012. október    | 90%       | 28%         |
| 2012. november   | 90%       | 28%         |
| 2013. január     | 91%       | 30%         |
| 2013. február    | 90%       | 27%         |
| 2013. március    | 90%       | 26%         |
| 2013. április    | 89%       | 28%         |
| 2013. május      | 86%       | 29%         |
| 2013. július     | 88%       | 31%         |
| 2013. október    | 91%       | 32%         |
| 2013. november   | 90%       | 32%         |
| 2013. december   | 93%       | 33%         |
| 2014. január     | 92%       | 34%         |
| 2014. március    | 92%       | 34%         |
| 2014. április    | 90%       | 38%         |

Több felmérés eredménye azt mutatja, hogy Tarlós István a III. kerületi polgármesterségének idején Budapest legismertebb kerületi polgármesterének számított. A Népszabadság újságírója, Schmidt Gábor szerint ezt „nem elsősorban a kerületfejlesztésnek köszönheti, hanem annak, hogy képes adott helyzetben és pillanatban fölhívni magára a figyelmet, ráadásul úgy, hogy a kecske is jóllakjon és a káposzta is megmaradjon”. A Magyar Narancs újságírója, Miklósi Gábor 2002 júliusában megjelent írása szerint „néhány, a közvéleményt […] felkavaró megnyilvánulásának köszönhetően Tarlós egyike a településük határain túl is ismert helyi politikusoknak”. A HVG 2006-os cikke szerint „antiliberális akcióinak” eredményeként vált széles körben ismertté. 2010 augusztusa – budapesti főpolgármesterré választása – óta folyamatosan szerepel a Medián Közvélemény- és Piackutató Intézet által végzett havi felmérésen, amely a 25 legismertebb vezető beosztású magyarországi politikusra terjed ki. Ebben az időszakban a megkérdezettek körében ismertségi mutatója általában több mint 80%-os volt.
Tarlós István III. kerületi polgármesteri tevékenységével több felmérés szerint alapvetően elégedettek voltak a helyi lakosok. A Medián Intézet közvélemény-kutatásaiban havonta közzétett népszerűségi mutatója – amelyet a politikust ismerő emberek körében az arra a kérdésre adott felelet határoz meg, hogy „szívesen látná-e fontos politikai szerepben” – 2010 és 2014 között 25 és 50 százalék között alakult.

## Személyisége és nézetei
Tarlós személyiségére és nézeteire való utalásként Miklósi Gábor „egyfelől különc, másrészt nagyon is konzervatív” polgármesternek nevezte. Kövér László fideszes politikus, az Országgyűlés elnöke 2010-ben olyan „reálpolitikusként” jellemezte, aki az élet, a valóságos világ és a tények nagy tisztelője, és Tarlós konzervatív ízlésére rámutatva azt is hozzátette, hogy „[n]em mondja azt a házfalakra firkált graffitire, hogy művészet”. Nyíri Csaba, Óbuda-Békásmegyer korábbi MDF-es alpolgármestere elmondása szerint „pozitív, erős, integráló személyiségnek” tartja, míg Csire János, a III. kerületi SZDSZ-frakció volt vezetője szerint „[kerületi polgármesterként] ügyesen politizál, jól össze tudja fogni a testületet és a hivatalt, és ha autokratikusak is olykor az eszközei, az a hierarchikus irányítás céljait szolgálja”.
Vincze Barbara, az Origo munkatársa – Tarlós 2010-es önéletrajzának kritikájában – úgy fogalmazott, hogy „[a könyv soraiból] öniróniára képes, szimpatikus ember képe rajzolódik ki.” A politikus önéletrajzában a következőképp írja le nézeteit: „[…] én pedig egy úgynevezett »szekunder műszaki értelmiségi« vagyok, akitől semmi sem áll távolabb, mint az anarchia és a káosz.”

## Magánélete
1973 óta nős, felesége Nagy Cecília okleveles építőmérnök. Három felnőtt gyermekük – két lány és egy fiú – és összesen hat unokájuk van.

## Díjai, elismerései
- A Magyar Köztársasági Érdemrend kiskeresztje (1996)
- Szent Gellért-díj arany fokozata (1997)[99]
- Henszlmann Imre-díj – „múzeumpártoló és a régészet ügyét támogató tevékenységéért”[100] (1998)[99]
- Magyar Urbanisztikáért emlékérem (1998)[99]
- Földes Andor-emlékérem (2001)[99]
- Óbuda-Békásmegyer díszpolgára (2007) – „a kerület életében és fejlődésében kifejtett múlhatatlan érdemeinek elismeréseként”[37][38][39][40]
- A Lengyel Köztársasági Érdemrend tisztikeresztje (2008) – a Katinyi mártírok parkjának és a katinyi mártírok emlékművének kezdeményezéséért[101]
- Katyni Mészárlás Áldozatainak Emléknapja Medál (2008)[102]
- Pesti Srác Díj (2016)[99]
- Szent Adalbert-díj (2018)[99]
- Csepel díszpolgára (2020)
- Budapest díszpolgára (2020)
- Eötvös József aranyérem
- Hűség a Hazáért Nagykereszt
- Civil Szervezetekért Díja
- Polgármesteri Arany Pecsétgyűrű Díj
- A székelyudvarhelyi önkormányzat ezüstérme
- Palatinus-díj (Révkomárom)[99]

## Kötetei
- Tarlós; riporter Boros Károly; Magyar Ház, Bp., 2007 (Magyar Ház könyvek)
- Vendégjárás Budapesten; Éghajlat, Bp., 2008
- Otthonom Budapest. És benne 62 évem; Éghajlat, Bp., 2010
- Itt élned kell... Tarlós Istvánnal beszélget Speidl Bianka; Kairosz, Bp., 2010 (Magyarnak lenni)
- Budapest főpolgármestere voltam; Hitel, Bp., 2024